# Ceracupes fronticornis
Ceracupes fronticornis là một loài bọ cánh cứng trong họ Passalidae. Loài này được Westwood miêu tả khoa học năm 1842.